# Luis Álamos
Luis Álamos (Chañaral, 25 dicembre 1923 – Santiago del Cile, 26 giugno 1983) è stato un calciatore e allenatore di calcio cileno, di ruolo centrocampista.

## Carriera
Con l'Universidad de Chile vinse per quattro volte il campionato cileno (1959, 1962, 1964, 1965), ottenuto una volta anche con il Colo Colo (1972), club con il quale vinse anche una coppa nazionale (1974) e un vicecampionato nella coppa Libertadores con Colo Colo (1973)
Guidò la Nazionale cilena ai Mondiali del 1966 ed a quelli del 1974.

## Palmarès

### Allenatore
- Campionato cileno: 5

Univ. de Chile: 1959, 1962, 1964, 1965
Colo-Colo: 1972
- Coppa del Cile: 1

Colo-Colo: 1974